# Lithothamnion flavescens
Lithothamnion flavescens Kjellman, 1883  é o nome botânico  de uma espécie de algas vermelhas  pluricelulares do gênero Lithothamnion, subfamília Melobesioideae.
- São algas marinhas encontradas na Escandinávia e em Spitsbergen.

## Sinonímia
- Não apresenta sinônimos.